# Gymnotus choco
Gymnotus choco is een straalvinnige vissensoort uit de familie van de mesalen (Gymnotidae). De wetenschappelijke naam van de soort is voor het eerst geldig gepubliceerd in 2003 door Albert, Crampton & Maldonado-Ocampo.